# Giro di Romagna 1962
Il Giro di Romagna 1962, trentottesima edizione della corsa, si svolse il 6 maggio 1962 su un percorso di 236 km. La vittoria fu appannaggio dell'italiano Diego Ronchini, che completò il percorso in 6h25'16", precedendo i connazionali Marino Fontana e Ercole Baldini.

## Ordine d'arrivo (Top 10)
| Pos. | Corridore          | Squadra              | Tempo    |
| ---- | ------------------ | -------------------- | -------- |
| 1    | Diego Ronchini     | Ghigi                | 6h25'16" |
| 2    | Marino Fontana     | San Pellegrino Sport | s.t.     |
| 3    | Ercole Baldini     | Ignis                | s.t.     |
| 4    | Arnaldo Pambianco  | Ignis                | s.t.     |
| 5    | Livio Trapè        | Ghigi                | a 4"     |
| 6    | Vito Taccone       | Atala                | a 44"    |
| 7    | Franco Cribiori    | San Pellegrino Sport | s.t.     |
| 8    | Giuseppe Fallarini | Molteni              | s.t.     |
| 9    | Giorgio Zancanaro  | Philco               | s.t.     |
| 10   | Giovanni Garau     | Ignis                | s.t.     |